# Neal Koblitz
Neal Koblitz (ur. 24 grudnia 1948) – amerykański matematyk oraz kryptograf, pracujący w teorii liczb. Profesor matematyki na University of Washington, oraz University of Waterloo. 